# Metastelma latifolium
Metastelma latifolium là một loài thực vật có hoa trong họ La bố ma. Loài này được Rose mô tả khoa học đầu tiên năm 1891.